# Pseudobarbus phlegethon
Pseudobarbus phlegethon é uma espécie de Actinopterygii da família Cyprinidae.
Apenas pode ser encontrada no seguinte país: África do Sul.